# カール・フィリップ・フォン・ヴレーデ

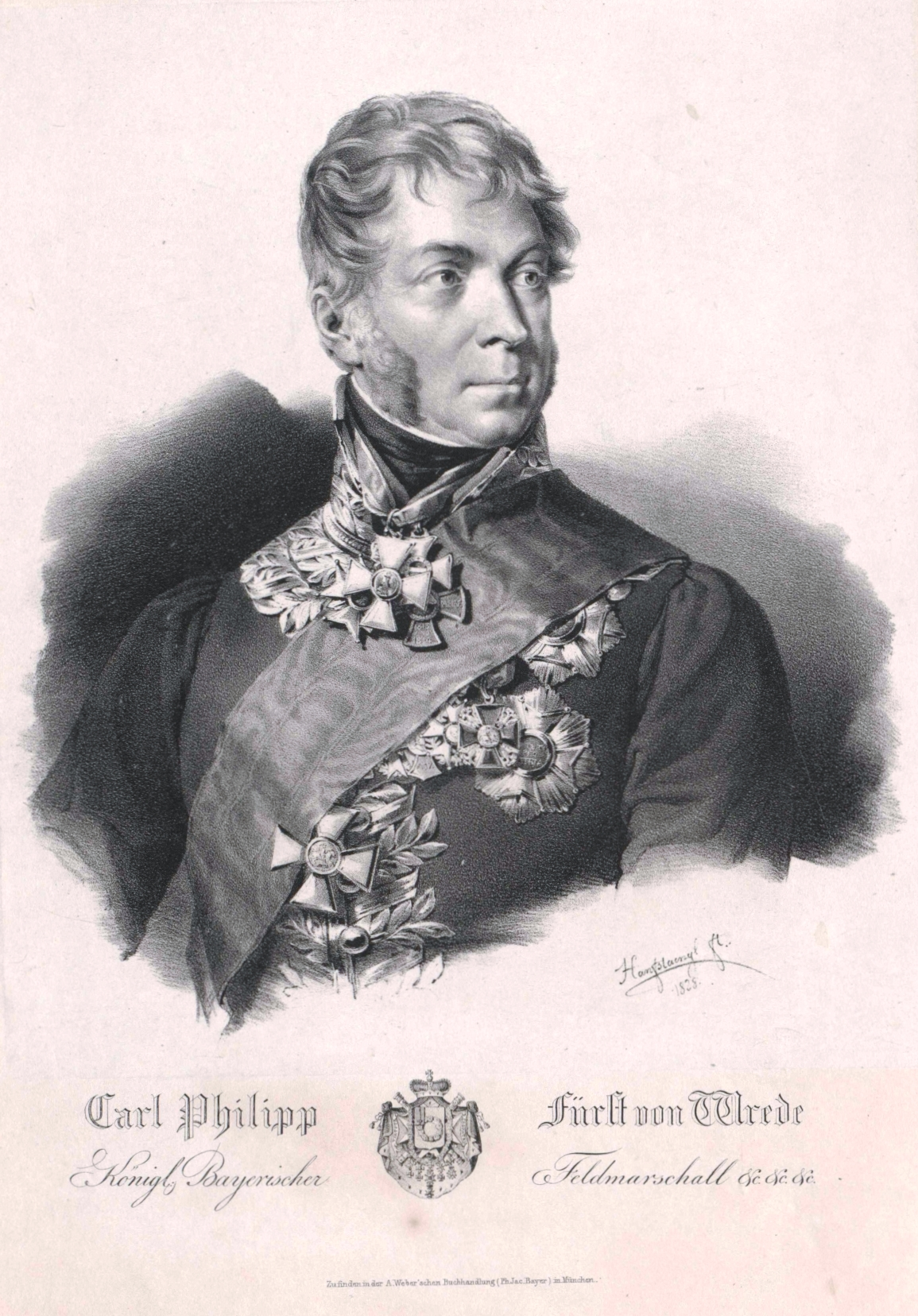
カール・フィリップ・フォン・ヴレーデ。フランツ・ハンフシュテングルの1828年のリトグラフ。

カール・フィリップ・ヨーゼフ・フォン・ヴレーデ（Carl Philipp Joseph von Wrede、1814年以降はヴレーデ侯。1767年4月29日、ハイデルベルク-1838年12月12日、エリンゲン (Ellingen) ）はバイエルン王国の元帥、そして外交官である。

## 生涯
ヴレーデはフェルディナント・ヨーゼフ・ヴレーデンとその妻であり、ユンガー男爵家出身のカタリーナが儲けた13人の子女の内、最も若い子であった。父はプファルツ選帝侯領の政府顧問にして、ハイデルベルク上級政庁の公証人であった。
彼は1790年、摂政を務めていた主君のカール・テオドールから継承権を伴う帝国男爵位を授かる。その頃、家名は「ヴレーデ」に短縮された。
勉学を終えた後の1787年、カール・フィリップ・ヴレーデ（ン）は高級裁判所の職員ならびに試補としてハイデルベルクの上級政庁に職を得る。それ以前の1785年にはリンデンフェルスの上級林務官として文献に現れ、シュリーアバッハの宿屋、「ローマ皇帝亭」の主人夫婦に入り口の梁と、ザイデンブーフのガラス工場で制作され、磨き上げられた取っ手付きのグラスをひどい言葉とともに贈っている。その姿は、オーデンヴァルトの民族衣装を描いた物としては最古の例の一つである。1792年の夏には、シュヴェツィンゲンの一帯で指揮下の部隊を結集させていたオーストリアの砲兵大将、ホーエンローエ候ルートヴィヒ・アロイスの軍団でプファルツの地方委員に任命された。
上級地方委員に任命された後、ヴレーデはライン川方面に配されていたヴルムザー大将の軍の担当となり、1798年の対仏戦役に従軍している。1794年には称号のみの大佐に任命され、戦争中の功績により1798年3月1日、ライン宮中伯領の上級軍事委員に任じられた。それに先立つ同年2月28日には、選帝侯カール・テオドールによってプファルツ選帝侯領の最高林務官に任命されている。続いて1799年8月19日には、1794年6月18日に遡ることとして参謀本部付きの実際の大佐に任官し、同時にライン宮中伯領で義勇軍を募り、これを実戦に投入できるようにする任務を拝命した。そのためヴレーデは、一部を一般的な募兵に頼りつつ独自の大隊を設立し、1799年の対仏戦役においてオーブリヒハイムおよびランゲンツェルの戦い（11月4日）、ヴィンプフェンの戦い（11月20日）そしてローベンフェルトの戦い（12月3日）に参加し、特に個人的な勇気と巧みな戦術で功を立てている。
これに報い、彼は1799年12月11日の軍令に基づきバイエルン選帝侯軍功章を受章した。
1800年3月30日、選帝侯の命令により、ヴレーデは少将の階級を伴ってツヴァイブリュッケン中将指揮下の師団に配されていたライン宮中伯領の派遣旅団の旅団長に就任した。5月5日のメスキルヒの戦いと、5月10日のメミンゲンの戦いでは特に活躍し、5月14日には33歳で歩兵少将に任じられている。1800年12月3日の、ホーエンリンデンの戦いでは最後の予備兵力をもって、なおも敗勢を覆そうとしたものの、その戦場にはすでに得る物がないことを認識せねばならなかった。そのためヴレーデは指揮下の、そしてオーストリア軍の残存兵力を集結させてフランス軍の戦列を突破し、ドルフェンに後退した。リュネヴィルの和約が結ばれると、彼はバイエルン公ヴィルヘルムを議長とするバイエルン軍再建委員会の一員となる。
1801年3月、ヴレーデは外交官としての任務を帯びてウィーンに派遣されたが、1802年には再びファルツ旅団の指揮官に復帰し、バイエルン軍が攻略したヴュルツブルク司教領を占領する。そこには1803年3月まで留まり、ウルムでシュヴァーベンの旅団の指揮を担当した。1804年9月28日には中将に昇進する。1805年にオーストリアに対する戦争が勃発した時、彼はデロイ中将を司令官とし、6個旅団から構成されるバイエルン軍団の副司令官だった。同年10月11日には、オーストリア軍のキーンマイヤー中将率いる強力な前哨部隊を奇襲し、その大部分を捕虜としている。翌日、オーストリア軍が放棄したミュンヘンに入城すると市民から熱烈な歓迎を受けた。短期間の滞在を経て、彼は第1軽騎兵連隊および第3軽騎兵連隊からの騎兵240名を率い、人馬が疲弊するまでオーストリアの部隊を追撃し、数百名の捕虜や馬、そして荷物を鹵獲する。
1805年11月2日にデロイ中将が負傷すると、同年11月13日の軍令に基づきバイエルン軍団の指揮を受け継いだ。そして兵力で劣っていたにも拘わらず、敗北に終わったイグラウの戦いでフェルディナント大公を相手に軍事的な能力を証明してみせた。プレスブルクの和約の後、彼はシュヴァーベンの軍司令官となり、デロイ中将が不在の間にティロルおよびバイエルンに配備されたバイエルン軍部隊の指揮官にも任じられた。そして1806年3月1日の軍令により、マックス＝ヨーゼフ軍事勲章を受章している。

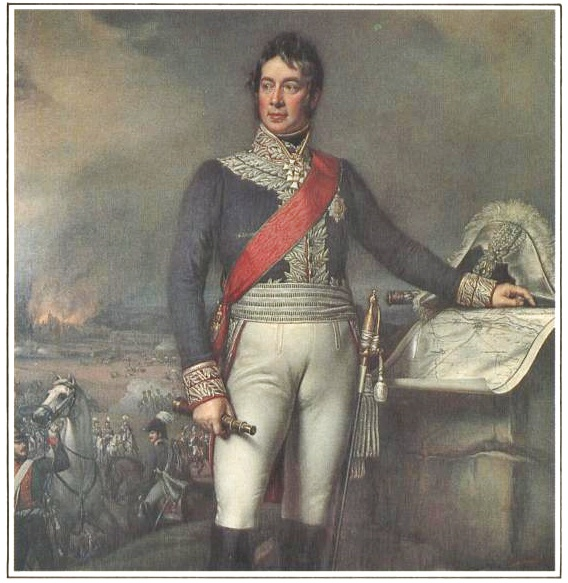
ヴレーデ元帥の自画像。ヨーゼフ・カール・シュティーラー（、 1781年-1858年）の作品。

ヴレーデは当初、病気により1806年の対仏戦役に参加できないでいたが、1807年4月5日から5日にかけて同年3月1日からルートヴィヒ王太子の指揮下に移っていた第2師団にプウトゥスクで合流する。そして5月16日に生起したポプワヴィの戦いで、またも格別な軍功を立てた。帰還後、1807年12月24日の軍令によりアウクスブルクを本拠とするシュヴァーベン駐屯軍の指揮を託される。1809年オーストリア戦役に際しては4月29日にザルツブルクを落とし、士官13名を含む500名余りを捕えるとともに重要な輜重を奪う。ザルツブルクからはフランスのルフェーヴル元帥に従ってチロルの攻略を助け、1809年5月19日にインスブルックへ入城した。同年5月23日には指揮下の第2師団を率い、ウィーンへ急進するよう命令を受ける。そして7月6日のヴァグラムの戦いでは砲弾がその身をかすめ、野戦病院への搬送を余儀なくされる程の重傷を負う。続いてシェーンブルンの和約（1809年10月14日）が結ばれるとチロルへのさらなる遠征に加わり、同年11月1日に再びインスブルックを陥落させ、その翌日にベルクイーゼルを攻略し、チロル民衆蜂起 (Tiroler Volksaufstand) の鎮圧に協力した。これに先立つ1809年8月15日には、ナポレオンから継承権のある伯爵位を授かっており、1810年7月14日の軍令をもってバイエルン王国から、その爵位を追認される。1811年1月1日には騎兵大将に昇進した。
1812年のロシア遠征でヴレーデはバイエルン王国第2師団を率い、3月に出発する。そしてダウガヴァ川畔のポラツクで損害の大きな激戦（1812年8月16日から8月22日）を経て、デロイ大将が戦没した後、その指揮下にあった師団の指揮も託される。同年10月18日から10月20日、再びポラツクで戦闘が始まり、町の放棄が決まるとヴレーデは何より病気によって約3,800名まで損耗した軍団をヴィリニュスまで退かせた（1812年12月9日）。そしてヴレーデが兵300名および軽騎兵 (Chevau-léger) 20騎から後衛を編成した時、バイエルン派遣軍は解隊に瀕しており、それも1812年12月12日にネマン川で完全に消耗してしまった。彼は同年12月29日、バイエルンから到着した増援をもってプウォツクで新しい軍団を編成したが、バイエルンに退却した。ここで1813年7月に20,000の軍勢を編成すると同年8月13日にイン川へ進軍し、ブラウナウに籠る。

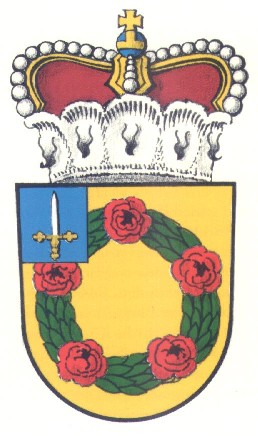
ヴレーデ侯の紋章（1814年以降）

特にヴレーデに促される形で、バイエルン王国を反ナポレオンの同盟へと導いたリート条約（1813年10月8日）の後、彼はバイエルン＝オーストリア連合軍およそ50,000を率いてマイン川に進んだ。ハーナウの戦い（1813年10月28日-10月31日）で再びナポレオンによって戦場からの退却を強いられ、10月31日には銃弾により重傷を負う。そして野戦病院から退院した直後の1813年12月13日、エメンディンゲンで自身の軍団に合流すると、再びこれをフランスへと率いた。彼はブリエンヌおよびロスネ＝ロピタルの戦い（1814年2月1日-2月2日）、バール＝シュル＝オーブの戦い（1814年2月27日）およびアルシ＝シュル＝オーブの戦い（1814年3月20日-3月21日）でまたも活躍した後、1814年3月7日の軍令をもって元帥に昇進する。さらに同年6月9日には侯爵位を授かり、領地としてエリンゲンが託された。戦後は、バイエルン王国が獲得したヴュルツブルクとアシャッフェンブルクの状況を調整する任務に就く。ヴレーデは1814年9月に、バイエルン王国代表としてウィーン会議に出席するため出国した。ナポレオンがエルバ島から帰還すると、彼は司令官としてバイエルン軍をフランスへ率いたがライン川でロシア軍の来援を待った。ようやく6月23日、すなわちワーテルローの戦いが決した後にバイエルン軍は進撃を再開し、サルグミーヌでフランスの小規模な国境警備隊を駆逐している。ヴレーデの部隊はパリへの入城にも3日遅れた。彼は後の1815年11月28日、要塞および軍総監に就任する。
1815年以降、ヴレーデは保守的な立憲君主主義の代表者として知られるようになる。モンジュラ伯の失脚に協力した後、無任所大臣として1818年憲法の制定に深く関わった。同年、身分制議会が開催されるとバイエルン王国議会の初代総裁に就任し、没するまでその職を保持している。
1822年9月26日には軍事に関する最高指揮権が託された。それ以前は国王マクシミリアン1世が、自ら軍の上級指揮権を保持していたのである。1829年まで存在したヴレーデの官庁は「軍司令部」（Armee-Kommando）と呼ばれていた。
続いて同年10月19日、マックス＝ヨーゼフ軍功章の管理官（Großkanzler）に任命された。1823年にインゴルシュタットで、1824年にニュルンベルクで実施された大演習では自ら指揮を執り、その成果を軍規に反映させている。1831年4月29日には後に「ヴレーデ」の名を帯びることを条件に、i第9戦列歩兵連隊の指揮官に就任した。1832年のハンバッハ祭を原因とする騒擾事件に際しては、8,000名の兵を率いてバイエルン領ラインクライスに進出している。
ヴレーデはすでに1809年から、フランス側について従軍した遠征における功績を報われ、皇帝ナポレオン1世からフランスの伯爵位を授かるとともにモンゼー（ザルツカンマーグート）の廃止されていた修道院を贈られていた。これは領地を伴う城館へと改築され、ナポレオンの失脚後も保持が認められた。以降、「モンゼー館」と呼ばれるようになったこの城館は1905年に一族最後の城主、イグナツィア・フォン・ヴレーデ女侯が没した後、1985年までアルメイダ伯家出身のヴレーデの子孫が所有していた。領地を自己経営しつつ、この一族は独占的に地域の特産品であるチーズ「モンゼーア」の生産と販売を行っていた。その大規模な生産は、ヴレーデが1830年に始めたものである。さらにモントゼーの自治体は農業の促進、道路の新造と広範な技術の導入による交通事情改善の恩恵に与った。彼の名誉のため、現地では「ヴレーデ元帥広場（Marschall-Wrede-Platz）」がその名を冠している。

## 家族
カール・フィリップ・フォン・ヴレーデは1795年にヴィーザー＝ズィーゲルスバッハ伯フリードリヒ・ヨーゼフ（1714年-1775年）の娘、ゾフィー・アロイズィア・アガーテ（1771年-1837年）と結婚し、多くの子女を儲けた。後のバイエルン領ファルツ政府総裁を務めたカール・テオドーア（1797年-1871年）とオイゲン（1806年-1845年）は息子である。オイゲンはルートヴィヒスハーフェン・アム・ラインの町を建設した。
甥（姉のルイーゼ・ヨーゼファの息子）は、バイエルン王国の少将となったヴィルヘルム・フォン・ホルン（1784年-1847年）である。

## 栄誉

### 勲章
バイエルン選帝侯 /  バイエルン王国
- バイエルン選帝侯軍功章（ドイツ語版） - 1799年12月11日。実際の授与は12月18日
- マックス＝ヨーゼフ軍事勲章（ドイツ語版、英語版） 大十字章 - 1806年3月1日
- バイエルン王冠功労勲章（ドイツ語版）大十字章 - 1813年6月25日

外国
- レジオンドヌール勲章グラントフィシエ（ フランス帝国）- 1806年3月13日
- レオポルト勲章（ドイツ語版）大十字章（ オーストリア帝国）- 1813年11月9日
- マリア・テレジア軍事勲章コムトゥーア（ オーストリア帝国）- 1813年11月9日
- 聖アレクサンドル・ネフスキー勲章 （ ロシア帝国）- 1813年11月9日
- 聖ゲオルギー勲章（ロシア語版）（ ロシア帝国）
  - 三等 - 1813年11月9日
  - 二等 - 1814年2月16日
- 黒鷲勲章（ プロイセン王国）- 1814年2月27日
- ダイヤモンド付き聖アンドレイ勲章（ロシア語版）（ ロシア帝国）- 1814年5月17日
- 聖アンナ勲章（ロシア語版）一等（ ロシア帝国）- 1814年7月16日
- ヘッセン大公国勲功章（ドイツ語版）大十字章（ ヘッセン大公国）- 1814年7月16日
- バス勲章ナイト・グランドクロス（ イギリス） - 1815年7月27日
- ウィレム軍事勲章（オランダ語版）大十字章（ オランダ）- 1815年7月27日

### 爵位
- 1809年 フランス帝国における継承権を伴う伯爵位（1809年8月15日にナポレオン1世が授与）
- 1810年 同伯爵位をバイエルン王国が追認。（1810年7月14日の軍令による）
- 1814年 侯爵位とそれに伴う領地、エリンゲンを授与される。（1814年6月9日）

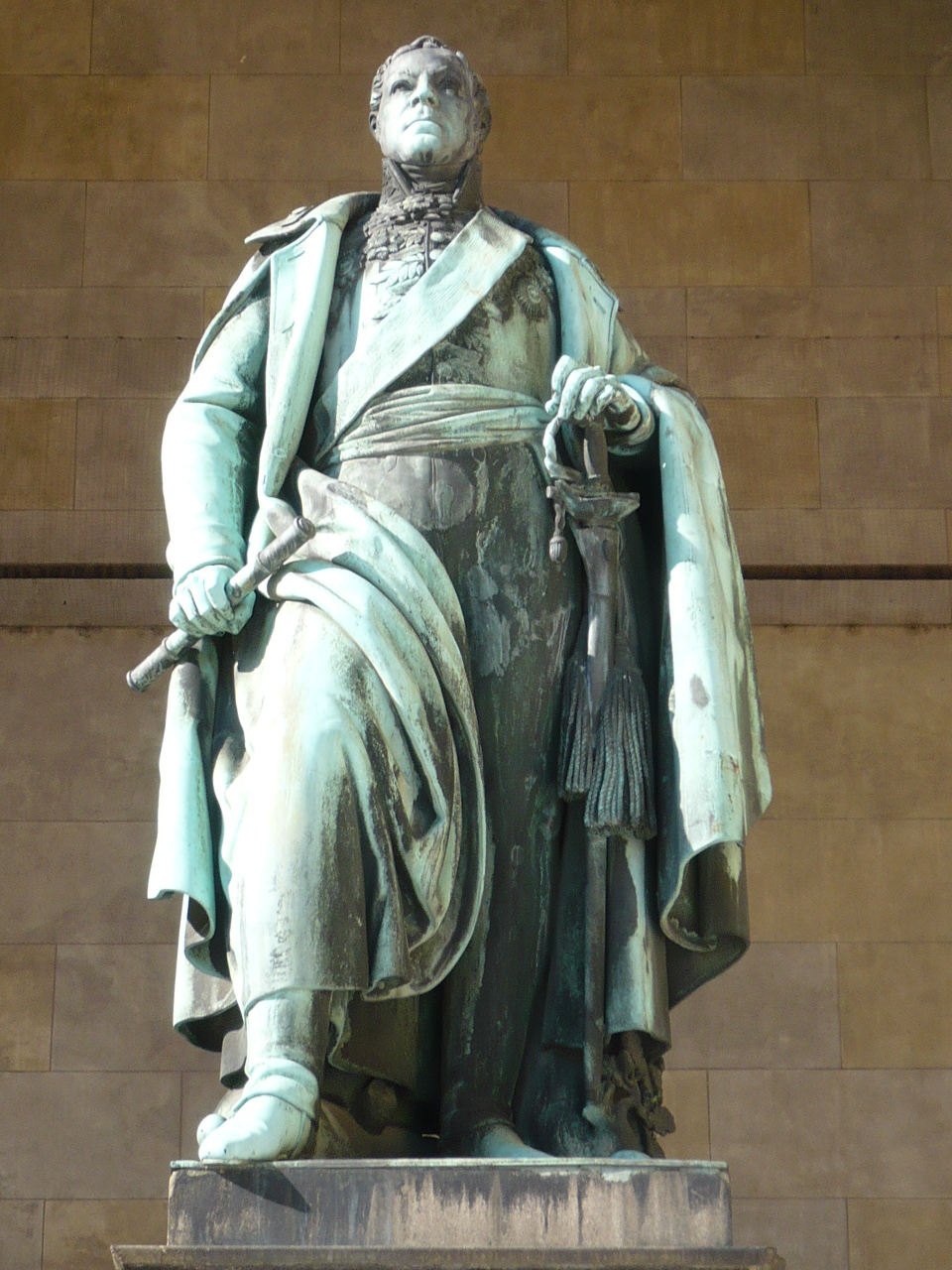
ミュンヘンのフェルトヘルンハレにある青銅像。

### その他
- 1814年 元帥（1814年3月7日の軍令による。）
- 1817年 バイエルン王国科学アカデミー（ドイツ語版）名誉会員。
- 1822年 10月19日、マックス・ヨーゼフ軍事勲章の管理官に就任。
- 1831年 4月20日、「ヴレーデ」の名を冠する第9戦列歩兵連隊の連隊長に就任。
- 1844年 10月8日、国王ルートヴィヒ1世臨席の下、ミュンヘンのフェルトヘルンハレで銅像の除幕式が行われる。ルートヴィヒ1世は、寵臣ヴレーデの像をミュンヘンとハイデルベルクに設置させた。
- 1863年 落成したベフライウンクスハレ（ドイツ語版）（解放記念堂）にヴレーデを記念してその名が刻まれる。
- 1972年 4月14日、ドイツ連邦軍がミュンヘンのヴィリー駐屯地をフュルスト・ヴレーデ駐屯地（ドイツ語版）に改称する。
- ミュンヘンのテレーズィエンヴィーゼ（ドイツ語版）にある殿堂、ルーメスハレ（ドイツ語版）には、ヴレーデの胸像が置かれている。
- インゴルシュタット要塞（ドイツ語版）の第24堡塁と、ゲルマースハイム要塞（ドイツ語版）の第3および第4堡塁は「ヴレーデ陣地」と名付けられている。

## アルントに対するバイエルンの「著述刑事訴訟」
反動主義時代の初め、すでにナポレオン戦争の時代からヴレーデを批難していたエルンスト・モーリッツ・アルントは、没後のヴレーデをその著作、『帝国男爵ハインリヒ・カール・フリードリヒ・フォン・シュタインとの、我が散策と変遷の途上で（Auf meinen Wanderungen und Wandelungen mit dem Reichsfreiherrn Heinrich Karl Friedrich von Stein、ベルリン、1858年、P.218-219）』で、略奪に走ったとして断罪している。ヴレーデはバイエルン王国とフランスが同盟していた頃、アルントが「粗野、不作法と略奪」の罪に問うその兵士に対し「多くのことを調べただけでなく」、シュレーズィエンのエールスで「完全にフランスの元帥のやり方で退却の際、エールス公国の城に収蔵されていた銀を全て、自分の荷物として集めて来させた」ことで
「自ら最悪の手本を示した」という。さらにこれが原因となり、ヴレーデがフランクフルト・アム・マインの宿に到着した際、シュタイン男爵は「このような呪われた強盗と同じ部屋を分けはしない！」という言葉を残してその宿を去ったという。この本が発行された年の内に、アルントはこの記述によってバイエルン軍を中傷した罪に問われ、ツヴァイブリュッケンの陪審裁判所に喚問された。しかし89歳となっていた彼は出席せず、本人不在のままで禁錮と罰金を科せられている。この翌年、いわゆる「著述刑事訴訟」の結果として雑誌を中心とする多くの刊行物が発行された。その著者のうちある者はアルントの、またある者はヴレーデの擁護を試みている。